# Palácio de Gödöllő
O Palácio de Gödöllő (em húngaro:  Gödöllői kastély) é um palácio barroco situado na cidade de Gödöllő, na Hungria. Foi construído no século XVIII para a aristocrática família Grassalkovich, tendo servido mais tarde de residência de Verão aos soberanos da Casa de Habsburgo. O palácio é um dos maiores e mais importantes monumentos da arquitectura barroca húngara.

## História e Arquitectura

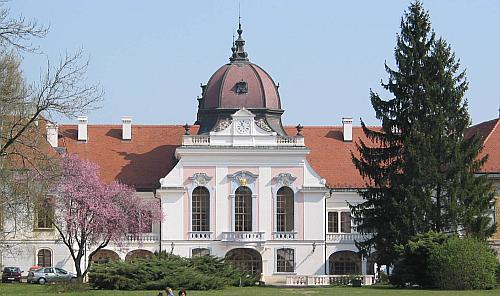
fachada do Palácio de Gödöllő voltada ao jardim

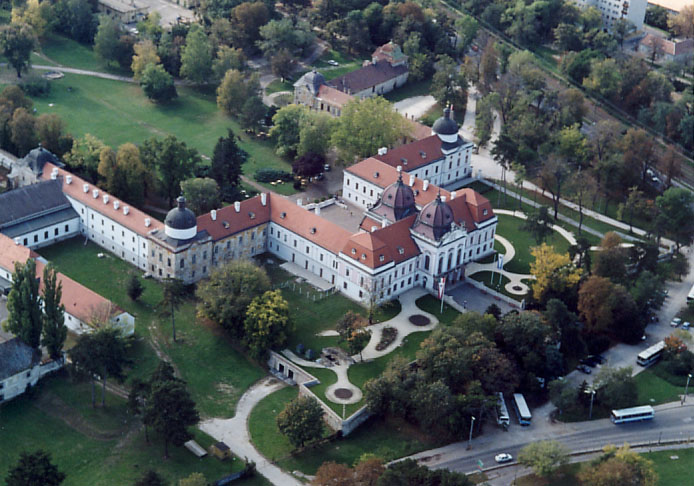
Vista aérea do Palácio de Gödöllő.

O construtor do palácio, o Conde Antal Grassalkovich I (1694-1771) era uma típica figura da aristocracia húngara do século XVIII. Foi Septemvir Real, presidente da Câmara Húngara e confidente da Imperatriz Maria Teresa. A construção começou por volta de 1733, sob a direção do arquitecto austríaco András Mayerhoffer (1690-1771), o qual chegara de Salzburgo em 1720 para se estabelecer na Hungria. 
O palácio foi o primeiro edifício deste tipo no país, com as suas alas que se abriam ao jardim e não ao pátio ou à entrada. O jardim original era de estilo francês, mas com a chegada da época do romantismo foi convertido ao estilo paisagístico dos jardins à inglesa. Com o passar do tempo, o palácio foi ampliado com uma capela em estilo rococó, um teatro, o estábulo, etc. 
Durante a época de Napoleão Bonaparte, o palácio serviu de esconderijo a toda a família real da Casa de Habsburgo. 
Depois da extinção da linhagem masculina da família Grassalkovich, em 1841, o palácio teve vários proprietários. Em 1864, o palácio foi comprado pelo Banco da Bélgica, mas três anos depois a Coroa decidiu comprar o complexo. Segundo uma decisão do parlamento, foi designado como residência de descanso dos monarcas húngaros. Os interiores foram, então, alterados segundo um projecto de Miklós Ybl. Este estatudo durou até 1918, tendo Francisco José (1867-1916) e, mais tarde, Carlos IV, e a família real, passado vários meses em Gödöllõ todos os anos. Durante este período, o palácio tornou-se no símbolo da independência do estado da Hungria, e, como centro residencial, tinha significado político por si só. A Imperatriz Sissi (1837-1898) gostava especialmente de estar em Gödöllõ, onde o pessoal húngaro e a vizinhança do palácio sempre a acolheram favoravelmente. Actualmente, uma grande parte da exposição presente no palácio é dedicada à sua memória, encontrando-se o nome da imperatriz associado a ruas, praças e pontes por todo o país. Depois da sua trágica morte, foi construído um parque memorial junto do jardim superior. As décadas de uso real trouxeram-lhe ampliações e modificações. As suítes foram tornadas mais confortáveis e foram construídos um estábulo de mármore e uma casa de carruagens. A galeria de equitação foi reedificada.
Nos anos que mediaram entre as duas guerras mundiais, o palácio serviu de residência ao Regente Miklós Horthy. Neste período não surgiram alterações significativas, com excepção dum abrigo antiaéreo na frente sul do jardim.
Durante a Segunda Guerra Mundial, grande parte da residência foi destruída pelos alemães; depois do final da guerra, na década de 1950, as tropas soviéticas e húngaras usaram algumas das belas salas decoradas do interior do palácio como um refúgio para anciões, e o parque foi dividido em pequenas parcelas de terra.
O município de Gödöllő iniciou as obras de restauro na década de 1980.

## Atualidade

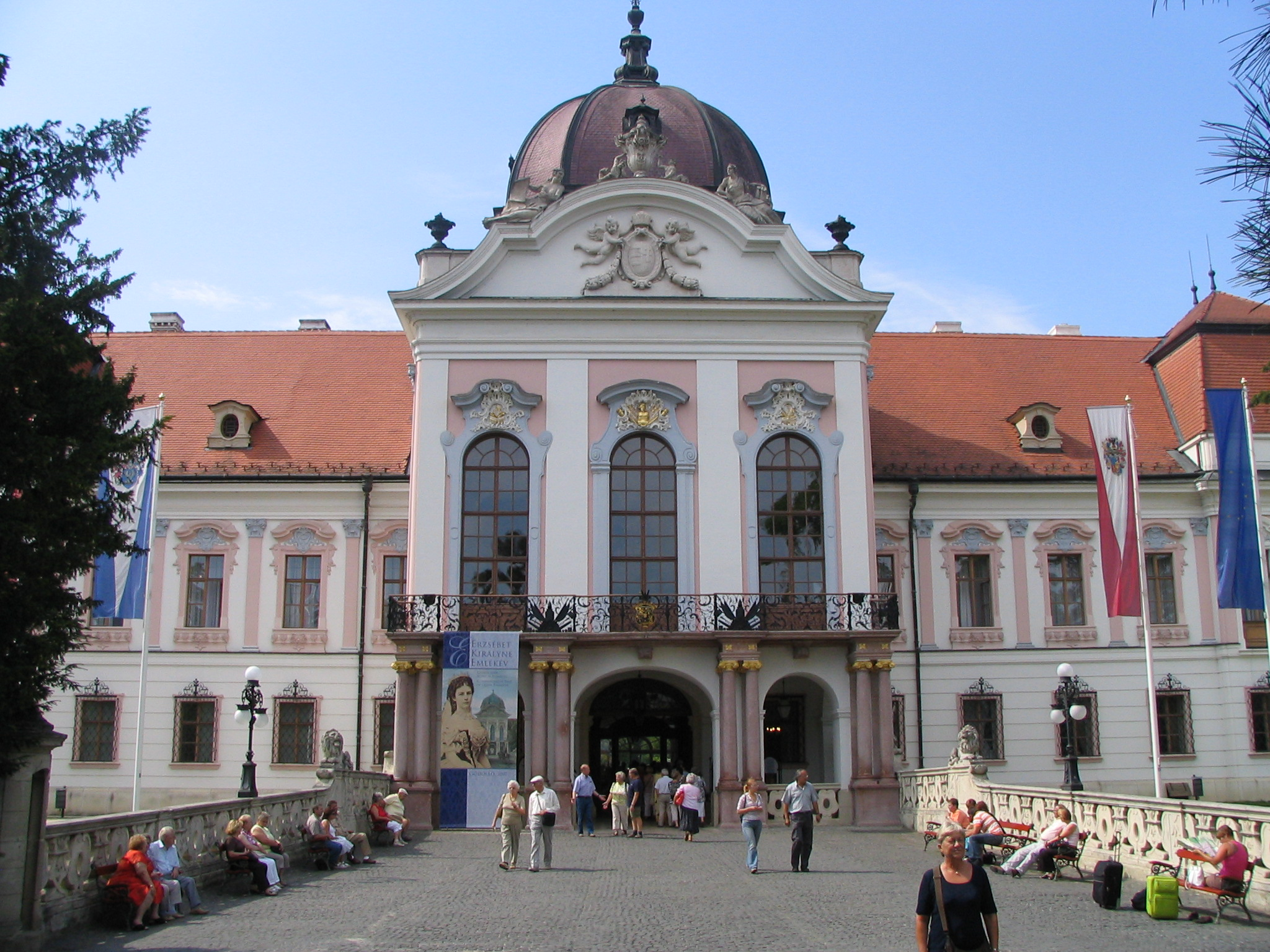
Turistas à entrada do Palácio de Gödöllő.

O palácio pode ser visitado em grupos guiados ou individualmente, valendo a pena, neste último caso, possuir uma planta com a localização das várias divisões. Em todas as salas da residência existem nos em húngaro, inglês, alemão e francês, mas estas descrevem os objectos expostos e não a função que as salas desempenhavam. No piso baixo do complexo existe uma pastelaria e uma loja de recordações. Além disso, pode visitar-se o jardim real que se encontra aberto ao público (a entrada é gratuita). 
No palácio, continuam as obras de renovação, o que se pode observar melhor dando um passeio pelo jardim. Porém, grande parte do edifício ainda se encontra em ruínas, enquanto alguns edifícios, como por exemplo os estábulos, desapareceram. O teatro real, o único em estilo barroco na Hungria, encontra-se em fase de recuperação. Espera-se que em poucos anos todo o complexo comece a funcionar de forma regular. Passeando pelo parque, vale a pena prestar atenção às alamedas de castanheiros, o lugar que a Imperatriz Sissi preferia para dar os seus passeios a cavalo. Infelizmente, nos últimos anos estas árvores foram atacadas por larvas duma mariposa misteriosa, na Hungria como no resto da Europa Central, que fazem secar as folhas e causam a morte lenta da árvore.